# Symfonie nr. 60 (Haydn)
De Symfonie nr. 60 is een symfonie van Joseph Haydn, gecomponeerd eind 1774. De symfonie heeft als bijnaamd de Il Distratto (de verstrooide), omdat de muziek diende als begeleiding van het theaterstuk Le Distrait van Jean-François Regnard.
Opmerkelijk is dat de klassieke indeling van 4 delen wordt overstegen tot 6 delen.

## Bezetting
- 2 hobo's
- 2 hoorns
- 2 trompetten (optie)
- Pauken
- Strijkers

## Delen
Het werk bestaat uit (uitzonderlijk) zes delen:
1. Adagio - Allegro di molto
2. Andante
3. Menuetto en trio
4. Presto
5. Adagio di lamentatione
6. Finale: Prestissimo

1 · 2 · 3 · 4 · 5 · 6 (Le Matin) · 7 (Le Midi) · 8 (Le Soir) · 9 · 10 · 11 · 12 · 13 · 14 · 15 · 16 · 17 · 18 · 19 · 20 · 21 · 22 (De Filosoof) · 23 · 24 · 25 · 26 (Lamentatione) · 27 · 28 · 29 · 30 (Halleluja) · 31 (Hoornsignaal) · 32 · 33 · 34 · 35 · 36 · 37 · 38 (Echo) · 39 · 40 · 41 · 42 · 43 (Mercurius) · 44 (Treursymfonie) · 45 (Afscheidssymfonie) · 46 · 47 (Palindroom) · 48 (Maria Theresia) · 49 (La Passione) · 50 · 51 · 52 · 53 (L'Impériale) · 54 · 55 (De schoolmeester) · 56 · 57 · 58 · 59 (Vuursymfonie) · 60 (Il distratto) · 61 · 62 · 63 (La Roxelane) · 64 (Tempora mutantur) · 65 · 66 · 67 · 68 · 69 (Laudon) · 70 · 71 · 72 · 73 (La chasse) · 74 · 75 · 76 · 77 · 78 · 79 · 80 · 81

88 · 89 · 90 · 91 · 92 (Oxford)

- Bibliothèque nationale de France: cb13913317m (data)
- Catàleg d'autoritats de noms i títols de Catalunya: 981058525145306706
- Gemeinsame Normdatei: 300070314
- Library of Congress Control Number: n84191371
- MusicBrainz work: 4499b642-b7a1-4652-a954-6abbe8206b5d
- Nationale Bibliotheek van Israël: 987007451937605171
- Virtual International Authority File: 177826754